# Santa Cristina d’Aspromonte

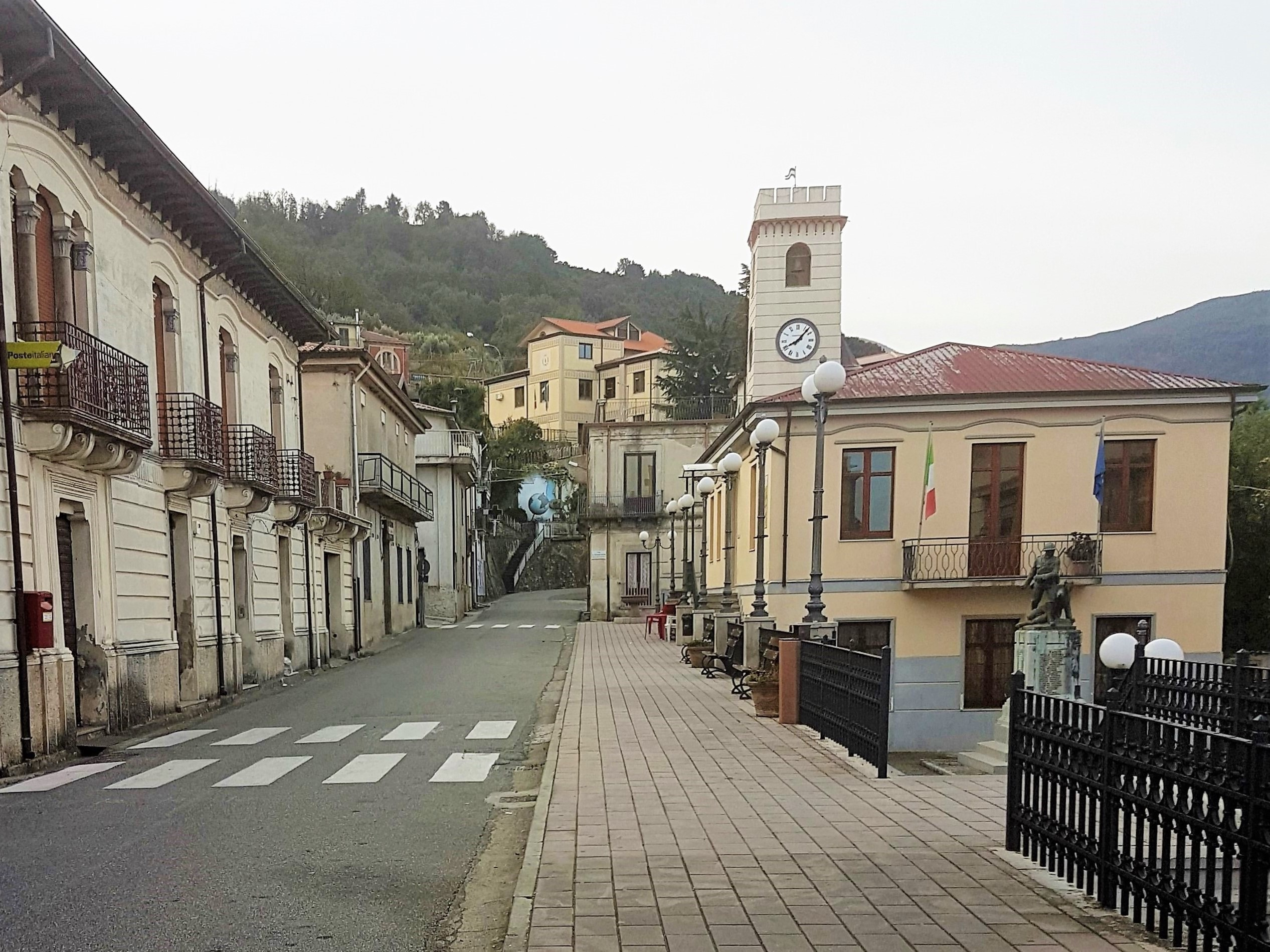
Santa Cristina d'Aspromonte

Santa Cristina d’Aspromonte ist eine süditalienische Gemeinde (comune) mit 736 Einwohnern (Stand 31. Dezember 2023) in der Metropolitanstadt Reggio Calabria in Kalabrien. Die Gemeinde liegt etwa 32,5 Kilometer nordöstlich von Reggio Calabria am Nationalpark Aspromonte.

## Verkehr
Durch die Gemeinde führt die frühere Strada Statale 112 d'Aspromonte von Bagnara Calabra nach Bovalino. Von hier aus geht auch die frühere Strada Statale 111dir di Gioia Tauro e Locri nach Taurianova ab.